# Dave Archibald
David John „Dave” Archibald (Chilliwack, Brit Columbia, 1969. április 14. –) kanadai profi jégkorongozó.

## Karrier
A Minnesota North Stars draftolta őt az 1987-es NHL-drafton az első kör hatodik helyén. Négy szezont játszott a Western Hockey League-ben szereplő Portland Winter Hawksban miután a National Hockey League-ben debütált az 1987–1988-as szezonban a North Starsban. Az 1989–1990-es szezon elején a North Stars elcserélte őt a New York Rangersszel Jayson More-ért. Ezt a szezont az IHL-ben szereplő Flint Spiritsben fejezte be. A következő két szezonban a kanadai férfi jégkorong-válogatott tagja volt. Az 1992-es téli olimpián Kanadát képviselve ezüstérmet nyert. Az 1992–1993-as szezonban visszatért az NHL-be és az Ottawa Senators színeiben szerepelt. Négy szezon után elkerült a New York Islandershez az 1996-97-es szezonban. Játszott még a Deutsche Eishockey-Ligában szereplő Frankfurt Lionsban. Még eltöltött három idényt az IHL-ben végül a svéd Elitserienben szereplő Linköpings HC-ben akasztotta szögre a korcsolyát 2000-ben.

## Díjai
- Brad Hornung-trófea: 1987
- Világbajnoki ezüstérem: 1991
- Olimpiai ezüstérem: 1992

## Karrier statisztika
| 1983–1984       | Portland Winter Hawks | WHL             | 7   | 0  | 1  | 1   | 2   | —  | —  | —  | —  | —  |
| 1984–1985       | Portland Winter Hawks | WHL             | 47  | 7  | 11 | 18  | 10  | 3  | 0  | 2  | 2  | 0  |
| 1985–1986       | Portland Winter Hawks | WHL             | 70  | 29 | 35 | 64  | 56  | 15 | 6  | 7  | 13 | 11 |
| 1986–1987       | Portland Winter Hawks | WHL             | 65  | 50 | 57 | 107 | 40  | 20 | 10 | 18 | 28 | 11 |
| 1987–1988       | Minnesota North Stars | NHL             | 78  | 13 | 20 | 33  | 26  | —  | —  | —  | —  | —  |
| 1988–1989       | Minnesota North Stars | NHL             | 72  | 14 | 19 | 33  | 14  | 5  | 0  | 1  | 1  | 0  |
| 1989–1990       | Flint Spirits         | IHL             | 41  | 14 | 38 | 52  | 16  | 4  | 3  | 2  | 5  | 0  |
| 1989–1990       | Minnesota North Stars | NHL             | 12  | 1  | 5  | 6   | 6   | —  | —  | —  | —  | —  |
| 1989–1990       | New York Rangers      | NHL             | 19  | 2  | 3  | 5   | 6   | —  | —  | —  | —  | —  |
| 1992–1993       | Binghamton Rangers    | AHL             | 8   | 6  | 3  | 9   | 10  | —  | —  | —  | —  | —  |
| 1992–1993       | Ottawa Senators       | NHL             | 44  | 9  | 6  | 15  | 32  | —  | —  | —  | —  | —  |
| 1993–1994       | Ottawa Senators       | NHL             | 33  | 10 | 8  | 18  | 14  | —  | —  | —  | —  | —  |
| 1994–1995       | Ottawa Senators       | NHL             | 14  | 2  | 2  | 4   | 19  | —  | —  | —  | —  | —  |
| 1995–1996       | Utah Grizzlies        | IHL             | 19  | 1  | 4  | 5   | 10  | —  | —  | —  | —  | —  |
| 1995–1996       | Ottawa Senators       | NHL             | 44  | 6  | 4  | 10  | 18  | —  | —  | —  | —  | —  |
| 1996–1997       | Frankfurt Lions       | DEL             | 34  | 10 | 19 | 29  | 48  | —  | —  | —  | —  | —  |
| 1996–1997       | New York Islanders    | NHL             | 7   | 0  | 0  | 0   | 4   | —  | —  | —  | —  | —  |
| 1997–1998       | San Antonio Dragons   | IHL             | 55  | 11 | 21 | 32  | 10  | —  | —  | —  | —  | —  |
| 1998–1999       | Utah Grizzlies        | IHL             | 76  | 23 | 25 | 48  | 32  | —  | —  | —  | —  | —  |
| 1999–2000       | Utah Grizzlies        | IHL             | 27  | 7  | 4  | 11  | 10  | 5  | 0  | 0  | 0  | 0  |
| 1999–2000       | Linköpings HC         | SEL             | 21  | 5  | 4  | 9   | 18  | —  | —  | —  | —  | —  |
| NHL összesített | NHL összesített       | NHL összesített | 323 | 57 | 67 | 124 | 139 | 5  | 0  | 1  | 1  | 0  |

## Nemzetközi karrier statisztika
| Év               | Team             | Esemény          |    | MSz | G  | A  | P  | B |
| ---------------- | ---------------- | ---------------- | -- | --- | -- | -- | -- | - |
| 1990–1991        | Kanada           | Nemz             | 29 | 19  | 12 | 31 | 20 |   |
| 1991–1992        | Kanada           | Nemz             | 58 | 20  | 43 | 63 | 64 |   |
| Nemz Összesített | Nemz Összesített | Nemz Összesített | 87 | 39  | 55 | 94 | 84 |   |